# Carole Kaboud Mebam
Carole Madeleine Kaboud Mebam (née le 14 Juillet 1978 à Yaoundé) est une athlète camerounaise, spécialiste des courses de haies et de relais. 

## Biographie
Carole Kaboud Mebam est née le 14 juillet 1978 à Yaoundé dans la région du centre au Cameroun. Son père est commissaire de police et sa mère couturière.  Elle commence à pratiquer l'athlétisme très tardivement à l'âge de 19 ans.
Sur 100 m haies, elle a notamment remporté une médaille d'argent aux championnats d'Afrique de 2006, ainsi qu'aux Jeux de la Francophonie 2005. Elle détient également le record du Cameroun depuis 2008 (13 s 41).
En 400 m haies, elle détient le record national, établi le 5 juillet 2006, en 56 s 03. Sur cette distance, elle termine 2e aux championnats d'Afrique 2002, 3e aux Jeux africains de 2003 et 3e aux Jeux de la Francophonie 2009.
En relais, elle a remporté deux médailles sur 4 × 100 m aux championnats d'Afrique (3e en 2006, 2e en 2010).
Enfin, elle possède aussi le record national du 4 × 400 m, avec Mireille Nguimgo, Delphine Atangana et Hortense Béwouda, établi en finale des championnats du monde de 2003, où elles terminent 7e (3 min 27 s 08).

### Palmarès
| Date | Compétition             | Lieu        | Résultat | Épreuve     | Performance   |
| ---- | ----------------------- | ----------- | -------- | ----------- | ------------- |
| 2002 | Championnats d'Afrique  | Radès       | 2e       | 400m haies  | 58 s 11       |
| 2003 | Jeux africains          | Abuja       | 3e       | 400m haies  | 58 s 28       |
| 2003 | Championnats du monde   | Paris       | 7e       | 4 × 400 m   | 3 min 37 s 08 |
| 2004 | Championnats d'Afrique  | Brazzaville | 2e       | 100 m haies | 14 s 07       |
| 2005 | Jeux de la Francophonie | Niamey      | 2e       | 100 m haies | 13.58         |
| 2005 | Jeux de la Francophonie | Niamey      | 5e       | 4 × 100m    | 46 s 72       |
| 2005 | Jeux de la Francophonie | Niamey      | 4e       | 4 × 400m    | 3 min 46 s 38 |
| 2006 | Championnats d'Afrique  | Bambous     | 2e       | 100 m haies | 13 s 85       |
| 2006 | Championnats d'Afrique  | Bambous     | 7e       | 400 m haies | 58 s 46       |
| 2006 | Championnats d'Afrique  | Bambous     | 3e       | 4 × 100 m   | 46 s 43       |
| 2008 | Championnats d'Afrique  | Addis-Abeba | 3e       | 100 m haies | 13 s 52       |
| 2008 | Championnats d'Afrique  | Addis-Abeba | 5e       | 400 m haies | 57 s 47       |
| 2009 | Jeux de la Francophonie | Beyrouth    | 5e       | 10 0m haies | 13 s 55       |
| 2009 | Jeux de la Francophonie | Beyrouth    | 3e       | 400 m haies | 58 s 85       |
| 2010 | Championnats d'Afrique  | Nairobi     | 5e       | 100m haies  | 14 s 16       |
| 2010 | Championnats d'Afrique  | Nairobi     | 8e       | 400 m haies | 58 s 05       |
| 2010 | Championnats d'Afrique  | Nairobi     | 2e       | 4 × 100m    | 44 s 90       |

### Records
| Épreuve     | Épreuve   | Performance   | Lieu       | Date           |
| ----------- | --------- | ------------- | ---------- | -------------- |
| 100 m haies | Plein air | 13 s 41       | Strasbourg | 2 juillet 2008 |
| 400 m haies | Plein air | 56 s 03       | Chambéry   | 5 juillet 2008 |
| 4 × 400 m   | Plein air | 3 min 27 s 08 | Paris      | 31 août 2003   |